# Освоение огня древними людьми
Освоение огня древними людьми стало переломным моментом в социальной эволюции человека, позволившим людям разнообразить белковую и углеводную пищу появившейся возможностью приготовить её, развить свою активность в ночное время, обогревать своё жильё, а также защищаться от хищников.

## Свидетельства
Археологи из Лейденского университета и Технологического университета Эйндховена в Нидерландах, проанализировав результаты многочисленных научных исследований, в которых упоминаются находки костров в Европе, Израиле, Азии и Северной Африке, пришли к выводу, что до 400 тыс. л. н. свидетельств целенаправленного разведения огня (древесного угля, обугленных костей, отложений, подвергшихся воздействию тепла) практически нет, а после 400 тыс. л. н. такие свидетельства стали распространены повсеместно. Авторы исследования интерпретируют эту пространственно-временную модель как результат культурной диффузии и как представляющий собой самый ранний чёткий случай широко распространённых культурных изменений, вызванных диффузией в эволюции человека. За этой моделью использования огня несколько позже следует аналогичное пространственно-временное распределение индустрии Леваллуа в начале африканского среднего каменного века и среднего палеолита Западной Евразии.

### Восточная Африка
Первые свидетельства использования людьми огня относятся к таким археологическим стоянкам древнего человека в Восточной Африке, как Чесованья (Чесованджа) возле озера Баринго, Кооби-Фора и Ологесалирие в Кении.
Доказательства в Чесованье представляют собой осколки красной глины, имеющие возраст около 1,42 миллиона лет. Следы обжига этих осколков свидетельствуют о том, что они были нагреты до температуры 400 °C — для придания твёрдости.
В Кооби Фора, на участках FxJjzoE и FxJj50, найдены свидетельства использования огня Homo erectus с возрастом примерно 1,5 миллиона лет, с красными отложениями, которые могут образоваться лишь при температуре 200—400 °C. В районе Олоргесайлие обнаружены образования, напоминающие ямы для обжига. Было также обнаружено немного мелкого древесного угля, хотя он мог образоваться и от природного огня.
В эфиопском Габебе в локации № 8 найдены фрагменты игнимбрита, который появляется в результате горения, но перегрев горной породы мог появиться также и в результате местной вулканической активности. Они оказались среди артефактов Ашельской культуры, созданных H. erectus.
В середине долины реки Аваш были обнаружены конические образования с красной глиной, что возможно только при температуре 200 °C. Эти находки наводят на мысль о том, что древесина могла сжигаться с расчетом, чтобы огонь оказался подальше от места обитания. Кроме этого, в долине Аваш найдены обгоревшие камни, но в районе древней стоянки присутствовали также и вулканические породы. 
Все свидетельства старше 1 млн. лет не имеют достоверных подтверждений, что человек целенаправленно и регулярно использовал огонь. Возможно, человек при случае пользовался природным огнем (от природных пожаров, вулканической деятельности).

### Южная Африка
Первые бесспорные свидетельства использования людьми огня в Африке были найдены в южно-африканском Сварткрансе. Несколько обгоревших камней обнаружены среди ашельских инструментов, каменных орудий, а также камней с отметками, нанесёнными человеком. Этот район также показывает ранние свидетельства плотоядности H. erectus. Фрагменты обугленных костей, растрескавшиеся от нагрева камни и зола растений найдены в пещере Вондерверк (en:Wonderwerk Cave) в ЮАР (1 млн л. н.). Пещера Cave of Hearths в Южной Африке содержит обгоревшие породы с возрастом 0,2—0,7 миллиона лет, также как и в других районах — пещера Montagu Cave (0,058—0,2 миллиона лет) и Клезис Ривер Маус (0,12—0,13 миллиона лет). В пещерах у реки Класис (en:Klasies River Caves) в кострищах среднего каменного века (Middle Stone Age, MSA) среди обугленных частиц пищи удалось найти фрагменты растительной паренхимы – запасающей ткани, которая служит для отложения крахмала в клубнях, луковицах и корневищах растений. Это самые ранние археологические свидетельства того, что анатомически современные люди подвергали термической обработке и ели растительный крахмал уже 120 000 лет назад.
Убедительнейшие доказательства найдены в районе водопада Каламбо в Замбии — при раскопках обнаружено несколько артефактов, указывающих на использование людьми огня: разбросанные дрова, древесный уголь, красная глина, карбонизированные стебли травы и растений, а также деревянные принадлежности, возможно подвергнутые обжигу. Возраст локации, определенный с помощью радиоуглеродного анализа, составляет примерно 61 000 лет, а по данным аминокислотного анализа — 110 000 лет.
Огонь применялся для нагрева силкритовых камней с целью облегчения их последующей обработки и изготовления орудий труда культуры Стиллбей. Проведённые исследования сопоставляют этот факт не только со стоянкой Стиллбей, имеющей возраст около 72 тысяч лет, но и со стоянками, которые могут насчитывать и до 164 тысяч лет.

### Азия
- На израильской стоянке Еврон (Evron-Quarry) люди пользовались огнём 1,0—0,8 млн лет назад[12].
- Исследованная в 2009 году стоянка Гешер Бенот Йаков близ моста дочерей Иакова в Израиле доказывает применение огня H. erectus или H. ergaster (человеком работающим) примерно 790—690 тыс. лет назад[13]. Пока это единственное достоверное свидетельство регулярного использования огня человеком в Евразии старше 400 тыс. лет назад[3].
- В пещере Кесем, что в 12 км восточнее Тель-Авива, найдены свидетельства регулярного использования огня примерно 382—200 тыс. лет назад, в конце раннего плейстоцена[14]. Значительное количество обожжённых костей и умеренно нагретых земляных масс позволяет предположить, что возле огня производился забой скота и его разделка[15].
- В израильской пещере Табун все слои отложений моложе 350 тыс. лет содержат кремень с явными признаками воздействия огня[16].
- В Сихоуду провинции Шаньси, о горении свидетельствуют обнаруженные чёрные, серые и серо-зелёные кости млекопитающих.
- В китайском Юаньмоу провинции Юньнань была обнаружена ещё одна древняя стоянка с почерневшими костями млекопитающих[2].
- В Триниле на острове Ява также были найдены подобные почерневшие кости животных и залежи древесного угля среди окаменелостей H. erectus.

- В китайском Чжоукоудяне свидетельства применения огня имеют возраст от 500 тысяч до 1,5 миллиона лет[17]. Вывод о применении огня в Чжоукоудяне сделан на основании обнаруженных обгоревших костей, обожженных каменных артефактов, древесного угля, золы и кострищ вокруг окаменелостей H. erectus в Слое 10 Локации 1[2][18]. Остатки костей были охарактеризованы скорее как обгоревшие, чем как окрашенные марганцем. Эти остатки также показали наличие инфракрасного спектра, свойственного оксидам, а кости с бирюзовым оттенком были позже воспроизведены в лаборатории путём обработки огнём других костей, найденных в Слое 10. В месте стоянки подобный эффект мог быть и результатом воздействия естественного огня, так же как и эффект на белых, желтых и чёрных костях.[18] Слой 10 представляет собой пепел, содержащий кремний биологического происхождения, алюминий, железо и калий, но остатки древесного пепла, такие как кремниевые соединения, отсутствуют. На фоне этого возможно, что кострища «были образованы в результате полного распада ила и глиняных прослоек с красно-коричневыми и желтыми фрагментами органической материи, местами смешанных с фрагментами известняка и темно-коричневого полностью распавшегося ила, глины и органической материи»[18]. Эта древняя стоянка сама по себе не доказывает добывание огня в Чжоукоудяне, но сравнение почерневших костей с каменными артефактами в последнее время говорит о том, что во время обитания в пещере Чжоукоудяня люди пользовались огнём.
- На стоянке Хонако III (Таджикистан) достоверные следы применения огня (очаги открытого типа) датируются возрастом 180—240 тыс. лет[19].

### Австралия
- Два очага  в Мойжиле (Пойнт Ричи) в устье реки Хопкинс (en:Hopkins River) в Варрнамбуле (en:Warrnambool) на побережье штата Виктория (юго-восток Австралии) термолюминисцентным методом датируются в диапазоне 120—125 тыс. лет назад, что соответствует морской изотопной стадии MIS 5e и согласуется с независимыми стратиграфическими данными[20][21].

### Европа
Достоверные свидетельства регулярного использования огня гейдельбергским человеком, либо неандертальцами, (кострища) в Европе появляются около 400 тыс. лет назад. Более ранние свидетельства пока не имеют достоверных подтверждений и могут быть следствиями природных пожаров.
В пещере Куэва Негра (Cueva Negra del Estrecho del Río Quípar) в муниципалитете Каравака-де-ла-Крус (провинция Мурсия) найдены фрагменты обугленных костей возрастом 800 тыс. лет, нагревавшихся до 400-600°.
На древнейшей в Венгрии стоянке Вертешсёлёш, обнаруженной в деревне Вертешсёлёш, найдены свидетельства в виде обгоревших костей, но без древесного угля.
На стоянках Бильцингслебен, Шёнинген (Германия), Терра-Амата (Франция), Бичс Пит (Англия) и ряде других найдены следы костров, горевших примерно 300-400 тыс. лет назад.
В Торральбе и Амброне (Испания), присутствуют древесный уголь и древесина, а ашельские изделия из камня имеют возраст 300-500 тыс. лет.
В португальской пещере Ароэйра (400 тыс. л. н.) часть костей животных обожжена.
В слое 1 стоянки Меджибож А (Украина) предполагаемые очаги датируются возрастом ок. 380 тыс. лет назад.
На ашельской стоянке Вальдокаррос II под Мадридом люди пользовались огнём 245 тыс. л. н., при этом в качестве топлива они использовали как кости животных, так и древесину.
В Сент-Эстев-Жансоне (Франция) имеются свидетельства в виде кострищ и покрасневшей земли в пещере Эскале. Этим кострищам около 200 тыс. лет.
В пещере Абри ду Марас на юге Франции найдены следы очагов возрастом ок. 90 тыс. лет.

#### Россия
В России на стоянке Кермек на Тамани в культуросодержащем слое нашли обожжённые кости, костный и древесный уголь, что говорит об исполбзовании огня обитателями стоянки 2 млн лет назад.
Следы предполагаемого кострища, обнаруженные на стоянке Айникаб-1 в Акушинском районе Дагестана, датируются временем около 1,7 млн л. н., но не позднее 1,24 млн лет назад.
Кострище в слое 6В грота Сарадж-Чуко в Кабардино-Балкарии предварительно датируется возрастом от 120 до 70 тыс. лет назад.
По мнению А. К. Агаджаняна в Денисовой пещере на Алтае огнём пользовались обитатели 11-го культурного слоя. Для кровли слоя 11 в Южной галерее по углю получена радиоуглеродная дата 29 200 ± 360 лет назад.

### Америка
Каменные орудия, фрагменты костей, остатки сожжённого угля с палеолитической стоянки Куперс-Ферри (Cooper’s Ferry) на реке Салмон (бассейн Колумбии, штат Айдахо, США) датируются периодом 15,28—16,56 тыс. лет назад.

## Изменения в поведении
Огонь и исходящий от него свет внёс важнейшие изменения в поведение людей. Активность больше не ограничивалась дневным временем. Кроме того, многие крупные животные и кусающие насекомые избегали огня и дыма. Огонь также привёл к изменениям питания из-за возможности готовить пищу животного происхождения. Благодаря возможностям обогрева у костра, люди, начиная с 400 тыс. лет назад, стали распространяться за пределы субтропического пояса, в зоны климата с зимними отрицательными температурами.
Ричард Рэнгем из Гарвардского университета утверждает, что приготовление растительной пищи могло стать причиной ускоренного развития головного мозга в ходе эволюции, так как полисахариды в крахмало-содержащей пище становились более усваиваемы и, как следствие, позволяли организму поглощать больше калорий.

## Изменения в диете
Шталь полагал, что, поскольку такие вещества, как целлюлоза и крахмал, которые в наибольших количествах содержатся в стеблях, корнях, листьях и клубнях, являются трудноперевариваемыми, эти органы растений не могли быть основной частью человеческого рациона до начала использования огня. Вместо этого, в пищу употреблялись растения, в больших количествах содержащие моносахариды и дисахариды — семена и сочные плоды. Содержание токсинов в семенах и подобных углеводных продуктах тоже влияло на рацион. Так, цианогеновый гликозид, найденный в льняном семени и маниоке, становился нетоксичным при тепловой обработке. Зубы H. erectus и их износ указывали на употребление такой еды, как жёсткое мясо и свежие корнеплоды.
Приготовление мяса, свидетельством чему являются обгоревшие и почерневшие кости животных, облегчает его употребление в пищу и улучшает усваивание белков, делая мясо более перевариваемым. Количество энергии, необходимое для переваривания приготовленного мяса, ниже, чем для сырого, а приготовленный желатиновый коллаген и другие соединительные ткани «способствует усваиванию углеводных молекул». Приготовление пищи на огне также убивает болезнетворные бактерии и паразитов.
Однако наблюдается линейное увеличение объема мозга в эволюционных линиях человека в течение последних 4 миллионов лет. Это говорит о том, что у предков человека не было эволюционного скачка, а происходил устойчивый и закономерный процесс. Что еще более важно, добавление доказательств управления огнем не улучшает описание эволюции мозга. Действительно, виды с большим мозгом появлялись в периоды, когда не существовало признаков управления огнем (H. ergaster) или признаки зажигания были выражены очень слабо (H. antecessor и H. latianensis). Интересно, что объемы мозга отдельных окаменелостей H. erectus, датируемых периодами со слабыми и убедительными доказательствами того, что человек контролировал огонь, показывают очень похожие объемы мозга. Эти данные предполагают, что термическая обработка пищи вряд ли может объяснить повышение эффективности поиска пищи, необходимое для развития большого мозга, или, наоборот, увеличение мозга является результатом еще неизвестных путей эволюции. Таким образом, археологические свидетельства управления огнем у людей не подтверждают мнение о том, что термическая обработка пищи способствовала эволюции человеческого мозга за счет повышения эффективности переваривания пищи.

## Тема освоения огня в литературе и кино
- В  древнегреческой мифологии люди получили огонь благодаря дару одного из титанов, Прометея, который похитил у богов огонь для людей, и научил их им пользоваться[49][50].

- Теме освоения древними людьми огня посвятил свой фантастический роман «Борьба за огонь» (1911) французский писатель Рони-старший. Роман был дважды экранизирован — в 1914 и в 1981 году.